# Ho sognato una strada
Ho sognato una strada è una raccolta musicale di Ivano Fossati uscita il 15 settembre 2006.

## Tracce

### Disco 1
Testi e musiche di Ivano Fossati.
1. La casa del serpente – 4:57
2. Vola – 4:14
3. ...e di nuovo cambio casa – 4:31
4. La mia banda suona il rock – 3:51
5. La crisi – 4:05
6. Di tanto amore – 4:16
7. Dedicato – 4:32
8. Panama – 5:12
9. La costruzione di un amore – 5:22
10. J'adore Venise – 4:06
11. Traslocando – 4:31
12. La musica che gira intorno – 3:56
13. Viaggiatori d'occidente – 4:04
14. Ventilazione – 4:15

### Disco 2
Testi e musiche di Ivano Fossati.
1. Una notte in Italia – 4:23
2. Buontempo – 3:47
3. La casa – 5:04
4. La pianta del tè – 5:54
5. Terra dove andare – 3:38
6. Questi posti davanti al mare – 4:39
7. Lusitania – 4:44
8. Discanto – 4:35
9. Italiani d'Argentina – 4:50
10. Sigonella – 3:37
11. La canzone popolare – 4:23
12. Mio fratello che guardi il mondo – 5:09
13. Il disertore – 1:45 (Calabrese, Vian)
14. Lindbergh – 3:28

### Disco 3
Testi e musiche di Ivano Fossati.
1. I treni a vapore – 5:22
2. Carte da decifrare – 3:20
3. L'amante – 4:17
4. L'angelo e la pazienza – 6:00
5. Labile – 4:38
6. Il talento delle donne – 4:10
7. La mia giovinezza – 4:44
8. La disciplina della terra – 3:42
9. Treno di ferro – 6:21
10. La bottega di filosofia – 4:14
11. Pane e coraggio – 4:20
12. Il bacio sulla bocca – 4:26
13. Cara democrazia – 3:39
14. Ho sognato una strada – 3:25

## Musicisti

### Artista
- Ivano Fossati: Voce

## Classifiche
| Classifica (2006) | Posizione massima |
| ----------------- | ----------------- |
| Italia            | 7                 |